# Yuri Velykanovytx
Yuri Dmytrovytx Velykanovytx (en ucraïnès: Юрій Дмитрович Великанович; 1910, Turka, Galítsia, Àustria-Hongria - 7 de setembre de 1938, Vall de l'Ebre, República Espanyola) va ser un participant de la Guerra Civil Espanyola, interbrigadista ucraïnès, membre del Partit Comunista d'Ucraïna Occidental (PCUO).

## Biografia
Yuri Yuri Velykanovytx va néixer a la família dels professors Emilia i Dnytro Yuri Velykanovytx al poble Ilnyk (Àustria-Hongria, avui dia Raión de Turka, óblast de Lviv, Ucraïna), on es va graduar de l'escola. A partir de 1920 estudiava a l'escola gramatical ucraïnesa a Lviv. Després va ingressar a la Facultat de Filologia a la Universitat de Jan Kazimierz (actualment Universitat Nacional Ivan Franko de Lviv). Sent un estudiant es va unir al Partit Comunista d'Ucraïna Occidental.
Des de l'estiu de 1936 - un combatent de les brigades internacionals a Espanya durant la Guerra Civil.
Des de juliol de 1937 - a la Companyia militar del nom de Taras Xevtxenko (una part de la Brigada Internacional XIII "Dombrovski") composta per comunistes ucraïnesos de Galítsia i Volínia. A la premsa interbrigadista Yuri Velykanovytx publica els seus articles i correspondència en polonès, castellà, ucraïnès sobre la vida i creativiada de Taras Xevtxenko, sobre el camí de lluita de la companyia ("Taras Xevtxenko", "Els ucraïnesos a les brigades internacionals", "Taras Xevtxenko al front aragonès", i altres).
El 4 de setembre de 1938 a la batalla al riu Ebre va ser ferit de mort.

## Homenatge
Durant l'època soviètica, el 1982, a Lviv es va erigir un monument a Yuri Velikanovich. A més un carrer va rebre el nom de Yuri Velykanovytx (va ser canviant de nom pels autoritats el 1991 després d'aconseguir la independència). En aquest carrer hi havia una escola amb l'aprenentatge profund del castellà.
Al maig de 2015, els vàndals van tallar el cap de l'estàtua. El monument va ser desmantellat per la seva restauració, i després va tornar al seu lloc.
A la nit el 2 de desembre de 2017, els membres de l'agrupació neonazi C14 van llançar l'escultura a terra, van dibuixar al pedestal la lema "A baix el comunista!" i van deixar la signatura de la seva banda.